# Tara Würth
Tara Würth (ur. 30 września 2002 w Zagrzebiu) – chorwacka tenisistka, reprezentantka kraju w Pucharze Billie Jean King.

## Kariera tenisowa
W karierze wygrała sześć singlowych turniejów rangi ITF. 17 kwietnia 2023 zajmowała najwyższe miejsce w rankingu singlowym WTA Tour – 145. pozycję, natomiast 10 kwietnia 2023 osiągnęła najwyższą lokatę w deblu – 371. miejsce.
W 2020 roku po raz pierwszy reprezentowała kraj w zmaganiach o Puchar Billie Jean King.

## Finały turniejów WTA 125
| Legenda                   | Legenda |
| ------------------------- | ------- |
| Wielki Szlem              |         |
| Igrzyska olimpijskie      |         |
| WTA Tour Championships    |         |
| od 2021                   |         |
| WTA 1000 (obowiązkowe)    |         |
| WTA 1000 (nieobowiązkowe) |         |
| WTA 500                   |         |
| WTA 250                   |         |
| WTA 125                   |         |

### Gra podwójna 1 (0–1)
| Końcowy wynik | Nr | Data             | Turniej | Nawierzchnia | Partnerka        | Przeciwniczki                        | Wynik finału |
| ------------- | -- | ---------------- | ------- | ------------ | ---------------- | ------------------------------------ | ------------ |
| Finalistka    | 1. | 9 listopada 2024 | Cali    | Ceglana      | Katarina Zawacka | Veronika Erjavec Kristina Mladenovic | 2:6, 6:7(4)  |

## Finały turniejów ITF
| turnieje z pulą nagród 100 000 $ (W100)  |
| turnieje z pulą nagród 80 000 $ (W80)    |
| turnieje z pulą nagród 60 000 $ (W75)    |
| turnieje z pulą nagród 40 000 $ (W50)    |
| turnieje z pulą nagród 25/30 000 $ (W35) |
| turnieje z pulą nagród 15 000 $ (W15)    |

### Gra pojedyncza 11 (6–5)
| Rezultat     |    | Data       | Turniej        | ($)      | Naw.          | Przeciwniczka          | Wynik          |
| Finalistka   | 1. | 02/02/2020 | Antalya        | 15 000   | Ceglana       | Georgia Crăciun        | 6:2, 3:6, 3:6  |
| Zwyciężczyni | 1. | 05/09/2021 | Triest         | 25 000   | Ceglana       | Mirjam Björklund       | 3:6, 6:4, 7:5  |
| Finalistka   | 2. | 26/06/2022 | Prokuplje      | 25 000   | Ceglana       | Natália Szabanin       | 4:6, 6:7(5)    |
| Zwyciężczyni | 2. | 02/07/2022 | Tarvisio       | 25 000   | Ceglana       | Lea Bošković           | 7:5, 6:0       |
| Zwyciężczyni | 3. | 17/07/2022 | Rzym           | 60 000+H | Ceglana       | Chloé Paquet           | 6:3, 6:4       |
| Finalistka   | 3. | 16/10/2022 | Quinta do Lago | 25 000   | Twarda        | Jéssica Bouzas Maneiro | 5:7, 4:5 krecz |
| Finalistka   | 4. | 12/02/2023 | Porto          | 40 000   | Twarda (hala) | Greet Minnen           | 2:6, 2:6       |
| Zwyciężczyni | 4. | 08/04/2023 | Split          | 40 000   | Ceglana       | Sára Bejlek            | 6:3, 3:6, 6:4  |
| Zwyciężczyni | 5. | 18/05/2024 | Zagrzeb        | 60 000   | Ceglana       | Lola Radivojević       | 7:5, 6:3       |
| Zwyciężczyni | 6. | 17/05/2025 | Zagrzeb        | 60 000   | Ceglana       | Guiomar Maristany      | 6:2, 4:6, 6:3  |
| Finalistka   | 5. | 21/06/2025 | Zagrzeb        | 60 000   | Ceglana       | Dominika Šalková       | 6:2, 3:6, 3:6  |

### Gra podwójna 7 (1–6)
| Rezultat     |    | Data       | Turniej            | ($)    | Naw.          | Partnerka           | Przeciwniczki                          | Wynik          |
| Finalistka   | 1. | 26/06/2022 | Prokuplje          | 25 000 | Ceglana       | Leyre Romero Gormaz | Żybek Kułambajewa Prarthana Thombare   | walkower       |
| Finalistka   | 2. | 04/02/2023 | Porto              | 40 000 | Twarda (hala) | Alice Robbe         | Céline Naef Yanina Wickmayer           | 1:6, 4:6       |
| Finalistka   | 3. | 11/02/2023 | Porto              | 40 000 | Twarda (hala) | Matilde Jorge       | Ekaterine Gorgodze Leyre Romero Gormaz | 4:6, 6:2, 9–11 |
| Finalistka   | 4. | 07/04/2023 | Split              | 40 000 | Ceglana       | Nika Radišić        | Veronika Erjavec Lina Ǵorčeska         | 1:6, 4:6       |
| Finalistka   | 5. | 17/08/2024 | Kuršumlijska Banja | 60 000 | Ceglana       | Živa Falkner        | Petra Marčinko Lola Radivojević        | 6:7(5), 4:6    |
| Finalistka   | 6. | 23/11/2024 | Trnawa             | 40 000 | Twarda (hala) | İpek Öz             | Dominika Šalková Julie Štruplová       | 4:6, 4:6       |
| Zwyciężczyni | 1. | 29/03/2025 | Murska Sobota      | 60 000 | Twarda (hala) | Petra Marčinko      | Cho I-hsuan Cho Yi-tsen                | 6:3, 3:6, 10–4 |